# Ермакова, Анастасия Евгеньевна
Анастасия Евгеньевна Ермакова  (род. 25 июня 2000 года, Янгиер) — казахстанская легкоатлетка, специализирующаяся в прыжках с шестом. Чемпионка Азии в помещении 2018 года. Трёхкратная чемпионка Казахстана (2017, 2021, 2022). Четырёхкратная чемпионка Казахстана в помещении (2018, 2021—2023).

## Биография
Родилась 25 июня 2000 года в городе Янгиер, Сырдарьинская область, Узбекистан. В детстве переехала в Казахстан.
Тренируется в специализированной школе-интернате для одаренных в спорте детей под руководством Виктора Николаевича Горбунова.
Учится по специальности «Физическая культура и спорт» на медицинском факультете КазНУ имени Аль-Фараби.
В 2017 году стала самой юной чемпионкой Казахстана.
В 2022 году на Мемориале Гусмана Косанова повторила рекорд Казахстана — 4,20 м.

## Основные результаты

### Международные
| Год  | Соревнования                 | Место проведения  | Место | Результат |
| ---- | ---------------------------- | ----------------- | ----- | --------- |
| 2017 | Чемпионат Азии среди юношей  | Бангкок, Таиланд  | 4     | 3,70 м    |
| 2018 | Чемпионат Азии в помещении   | Тегеран, Иран     | 1     | 3,70 м    |
| 2018 | Чемпионат Азии среди юниоров | Гифу, Япония      | 2     | 3,60 м    |
| 2023 | Чемпионат Азии в помещении   | Астана, Казахстан | 5     | 3,80 м    |

### Национальные
| Год  | Соревнования                     | Место проведения | Место | Результат |
| ---- | -------------------------------- | ---------------- | ----- | --------- |
| 2017 | Чемпионат Казахстана             | Алма-Ата         | 1     | 3,70 м    |
| 2018 | Чемпионат Казахстана в помещении | Усть-Каменогорск | 1     | 3,81 м    |
| 2018 | Чемпионат Казахстана             | Алма-Ата         | 2     | 3,60 м    |
| 2019 | Чемпионат Казахстана в помещении | Усть-Каменогорск | 4     | 3,60 м    |
| 2020 | Чемпионат Казахстана в помещении | Усть-Каменогорск | 2     | 3,80 м    |
| 2021 | Чемпионат Казахстана в помещении | Усть-Каменогорск | 1     | 4,10 м    |
| 2021 | Чемпионат Казахстана             | Алма-Ата         | 1     | 4,00 м    |
| 2022 | Чемпионат Казахстана в помещении | Усть-Каменогорск | 1     | 4,10 м    |
| 2022 | Чемпионат Казахстана             | Алма-Ата         | 1     | 3,80 м    |
| 2023 | Чемпионат Казахстана в помещении | Астана           | 1     | 4,10 м    |